# Luki Botha
Lukas "Luki" Botha (16 de janeiro de 1930 – 1 de  outubro de 2006) foi um automobilista sul-africano que participou do Grande Prêmio da África do Sul de 1967.